# 内弗勒
内弗勒（荷蘭語：Nevele，荷蘭語發音：[ˈneːvələ]）是比利时东佛兰德省的一个城镇和旧市镇。内弗勒原为一独立市镇，2019年1月1日，内弗勒并入市镇丹泽。

## 历史
1977年，市镇汉斯贝克、兰德海姆、梅伦德雷、普瑟勒和福瑟拉勒并入内弗勒。2019年1月1日，内弗勒并入市镇丹泽，1977年合并前的各市镇成为了丹泽的片区。